# Herb powiatu białogardzkiego
Herb powiatu białogardzkiego – jeden z symboli powiatu białogardzkiego, ustanowiony 28 maja 2002.

## Wygląd i symbolika
Herb przedstawia na tarczy w polu srebrnym gryfa czerwonego zwróconego w prawo (heraldycznie), trzymającego pastorał błękitny, nad podwójną wstęgą błękitną, pod mitrą książęcą. Gryf pochodzi z herbu Białogardu oraz symbolizuje przynależność ziem powiatu do księstwa pomorskiego, pastorał nawiązuje do Karlina, drugiego starego miasta powiatu i świadczy o tym, że ziemie te należały niegdyś do biskupstwa pomorskiego, mitra symbolizuje dawną własność książęcą, natomiast wstęgi dwie największe rzeki powiatu: Parsętę i Radew.